# HD193517
HD193517 — хімічно пекулярна зоря спектрального класу A5, що має видиму зоряну величину в смузі V приблизно  7,3.
Вона  розташована на відстані близько 437,8 світлових років від Сонця.